# Франсіско Хав'єр де Еліо
Франсиско Хав'єр де Еліо (ісп. Francisco Javier de Elío, 12 червня 1767, Памплона—24 листопада 1822, Валенсія) — іспанський військовий і політичний діяч, останній віцекороль Ріо-де-ла-Плати.

## Життєпис
Еліо призначено губернатором Монтевідео 1807 року, після відбиття британських вторгнень у Ріо-де-ла-Плату. Віцекоролем став тоді Сантьяго де Ліньєрс (Ліньє), який відбив британську атаку на Буенос-Айрес.
1809 року Наполеон вдерся в Іспанію. Оскільки Ліньє був французом за походженням, то інший герой відбиття британського вторгнення, Мартін де Альсага, підняв заколот проти «ненадійного» Ліньє. Однак заколот було придушено, Альсагу поміщено у в'язницю, а іспанські частини, що підтримали його, розпущено. 1810 року прийшли звістки про те, що Наполеон I змістив із престолу іспанського короля — й у віцекоролівстві Ріо-де-ла-Плати почалася Травнева революція. Еліо прихистив у Монтевідео роялістів, які не підтримали її, і проголосив себе новим віцекоролем Ріо-де-ла-Плати. 19 січня 1811 року самовисування Еліо підтвердила Кадіська Хунта, що керувала боротьбою проти Наполеона в Іспанії.
Франсиско Хав'єр де Еліо, який став віцекоролем за виняткових обставин, був, проте, досить типовим представником іспанської колоніальної адміністрації. Уродженець метрополії (як майже всі колишні губернатори й віцекоролі) і безпринципний кар'єрист, він був духовно чужим креолам та індіанцям Ла-Плати. Більшість населення Східної смуги відмовила віцекоролю в покорі. А войовнича нація гаучо (нащадки канарських гуанчів, що заселили у XVIII столітті простори Пампи), на чолі з її визнаним лідером Хосе Артігасом, підняла повстання проти іспанського панування.
18 травня 1811 року основні сили Еліо розбив Артігас у битві при Лас-Пьедрас, після чого під його контролем залишилися тільки Монтевідео і Колонія-дель-Сакраменто. Армія гаучо, не маючи жодного опору, вирушила до столиці. Тоді Еліо звернувся по допомогу до португальців. Крім того, він вступив у змову з хунтою Буенос-Айреса, яка не любила і побоювалася Артігаса. Три раніше непримиренно-ворожих сили домовилися про мовчазну координацію своїх дій.
У липні 1811 року португальці вторглися в Східну смугу і змусили Артігаса зняти облогу Монтевідео. Коли зрада буеносайресців стала очевидною, Хосе Хервасіо Артігас відступив у провінцію Ентре-Ріос. Його прихильники — військові і цивільні — пішли за ним; це масове переміщення населення увійшло в історію як «Уругвайський вихід».
18 листопада 1811 року Франсіско Еліо повернувся до Іспанії, а в січні 1812 року відмовився від звання віцекороля.
Після повернення 1814 року з вигнання короля Фернандо VII Кортеси закликали його дотримуватися Конституції 1812 року, яка серйозно урізала королівські права. Король відмовився й перебрався з Реала до Валенсії, де Еліо, надавши свої війська до послуг короля, закликав його оголосити про відновлення своїх абсолютних прав. Після революції 1820 року Еліо, як вірного прихильника короля і ворога конституції, стратили.